# Alcina

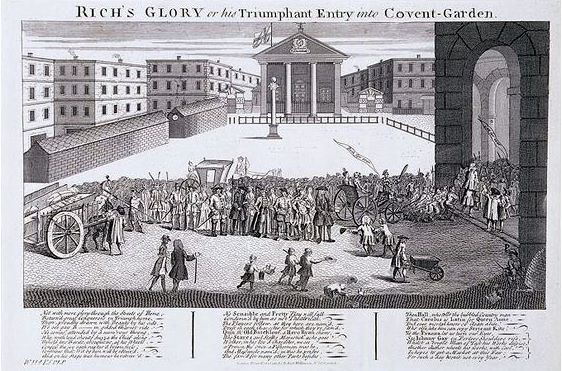
Rich’s Glory or his Triumphant Entry into Covent-Garden

Alcina (HWV 34) ist eine Oper (Dramma per musica) in drei Akten von Georg Friedrich Händel und seine dritte, die auf Ariosts Orlando furioso fußt. Nach Ariodante war Alcina die zweite Oper, die nicht mehr für das King’s Theatre am Haymarket bestimmt war. Ebenso wie diese ist es eine Ballettoper, denn in Covent Garden stand Händel die Ballett-Truppe der Marie Sallé zur Verfügung, die allerdings am Ende der Saison (Sommer 1735) abreiste.

## Entstehung
Der erste uns erhaltene persönliche Brief Händels in englischer Sprache stammt vom August 1734. Darin entschuldigt er sich bei Sir Wyndham Knatchbull dafür, dass er ihm keinen Besuch abstatten könne, da er

“[…] being engaged with Mr. Rich to carry on the Opera’s in Covent Garden […]”

„[…] mit Mr. Rich an einer Weiterführung der Opern in Covent Garden arbeite […]“

Bis dahin hatte Händel alle seine Opern im King’s Theatre am Haymarket aufgeführt, aber diese Heimstatt an die neu gegründete „Opera of the Nobility“ verloren, ein Unternehmen unter dem Patronat des Prince of Wales. Dieses hatte seine erste Spielzeit in dem vergleichsweise unbequemen Theater in Lincoln’s Inn Fields abhalten müssen, konnte aber 1734 in das King’s Theatre umziehen, als der Pachtvertrag, den Händel nach dem Zusammenbruch der ersten Royal Academy of Music mit dem Impresario Johann Jacob Heidegger abgeschlossen hatte, nach fünf Jahren ablief.
John Richs Offerte an Händel, das erst 1732 neu erbaute Covent Garden Theatre jede Woche an zwei Abenden nutzen zu können, ermöglichte es Händel nicht nur, weiter Opern aufzuführen. Die große Bühne des Hauses eignete sich ebenso gut für Oratorien. Zudem war an dem etablierten Theater mit täglichem Spielbetrieb ein kleiner Chor engagiert (vielleicht sechs oder acht Sänger), denn in den Schauspielen wurde oft Vokalmusik geboten – und, Zufall oder Absicht, Rich hatte die berühmte Tänzerin Marie Sallé und ihre Compagnie in der gleichen Saison unter Vertrag. Weil sich die konkurrierende Adelsoper auf die Dienste des größten aller Kastraten, Farinelli, und dessen Erfolg stützen konnte, brauchte Händel spezielle Attraktionen, um Publikum an sich zu binden.
Das Ergebnis dessen war, dass die Saison 1734/35 eine seiner prächtigsten war. Die fünf Opern, die er in dieser Spielzeit gab – zwei neue (Ariodante und Alcina), zwei Wiederaufnahmen (Il Pastor fido und Arianna in Creta) und ein Pasticcio (Oreste) –, enthielten alle spezielle Tanzmusik für die Sallé. Zudem führte Händel in der Fastenzeit von 1735 seine Oratorien Esther und Deborah erneut auf. Auch Athalia erlebte seine Londoner Erstaufführung mit der Neuerung, dass Händel zwischen den Akten Orgelkonzerte spielte.
Für die Nachwelt aus dieser Spielzeit am bedeutendsten ist die hervorragende musikalische und dramatische Qualität der neuen Opern Ariodante und Alcina. Die Herausforderung der Konkurrenz und das Ringen um Zuschauerzuspruch haben Händel zur reichsten Blüte seines musikalischen Genies getrieben, seit er Giulio Cesare in Egitto, Tamerlano und Rodelinda 1724 und 1725 komponierte. Dies war jetzt der Gipfel, den er auf dem Gebiet der Oper nicht mehr übertreffen konnte. Die Opern nach Alcina haben sicher viele Attraktionen, aber es war erst die große Serie englischer Chorwerke, die ihn, beginnend mit The Alexander’s Feast im Jahre 1736, zu neuen Höchstleistungen motivierte.
Alcina war die letzte Oper der laufenden Spielzeit. Vermutlich schrieb Händel sie, während die Saison schon im Gange war. Es ist nicht bekannt, wann er damit begann, das einzige im Autograph notierte Datum ist deren Vollendung: Fine dell’ Opera | G.F. Handel | April 8 | 1735. Das war acht Tage vor der Premiere und muss demzufolge der Zeitpunkt sein, als Händel mit der Orchestrierung, dem „Ausfüllen der Partitur“, wie er selbst es nannte, und der Überprüfung, fertig war.

## Libretto
Das Libretto basiert auf L’Isola di Alcina (Rom 1728, Teatro Capranica), welches ursprünglich von Riccardo Broschi, dem Bruder des berühmten Kastraten Farinelli, der seinerseits das Aushängeschild der rivalisierenden Adelsoper am Haymarket war, vertont worden war. Händel bekam bei seiner Italienreise 1729 möglicherweise eine Kopie in die Hand. Der Verfasser dieses Textbuches ist unbekannt. Die Widmung darin an den Impresario Giuseppe Polvini Faliconti ist jedoch kein Grund anzunehmen, dass dieser der Librettist ist. Die Zuschreibung an Antonio Fanzaglia, die man in der Literatur häufig findet, ist unzutreffend: Fanzaglia hatte das Libretto des unbekannten Autors für die Aufführung der Oper von Broschi in Parma (1729) unter dem Titel Bradamante nell’isola d’Alcina bearbeitet.
Wir wissen nicht, wer der Bearbeiter von Händels Vorlage war, wenn es überhaupt einen gab. Da er in solchen Angelegenheiten immer die Führung innehatte, ist es gut möglich, dass er selbst das Textbuch modifiziert hat. Die Änderungen sind bei Alcina aber weniger und weniger radikal als sonst bei ihm üblich: ein Tribut an die gute Vorlage. Indessen sind diese aber signifikant als Beispiel seiner Technik, den Verlauf des Dramas zwingender zu gestalten.
Die Geschichte, wie die von Ariodante, hat ihren Ursprung in Ludovico Ariostos Orlando furioso, aber während Ariodante der Episode des Poems genau folgt, nimmt der Text der L’Isola di Alcina bestimmte Charaktere und Ideen von ihm auf, verarbeitet sie aber auf neue Weise. Da liegt der fundamentale Unterschied zwischen diesen beiden Werken. In Ariodante geht es um die rein menschliche Intrige, während Alcina, in der es natürlich auch um menschliche Empfindungen geht, eine Zauberoper ist, voll von übernatürlichen Erscheinungen, so wie es das Publikum des Barock erfreute.
Händels drei Opern nach Ludovico Ariostos Orlando furioso wurden innerhalb eines Zeitraumes von drei Jahren geschrieben, und obwohl wir nicht wissen können, ob er das Epos tatsächlich selbst gelesen hat, ist doch die Begeisterung offensichtlich, mit der er sich diesen Libretti zuwandte. Orlando, Ariodante und Alcina deuten auf eine aufrichtige Wertschätzung des Geistes dieses einzigartigen und einflussreichsten Gedichtes seiner Zeit.
Ob Händel den Ariosto nun schon gekannt hatte oder nicht, Orlando furioso war bei den Lesern des 18. Jahrhunderts weithin bekannt, und seine Mischung aus heroischen, fantastischen und komischen Episoden hatte hohe Attraktivität in einer Zeit, die die Literatur vergangener Zeiten hoch verehrte und ihr oft Hommagen in Form von Parodien oder Burlesken widmete. Sein Einfluss auf englische Schriftsteller geht weit über Edmund Spensers The Faerie Queene hinaus, und wir finden Rezeptionen des Stoffes in der gesamten Prosa, Lyrik und den Dramen des Barock.
Eine Ariosto-Oper verbindet Magie mit Romantik und muss daher für John Rich und sein neues Theater in Covent Garden eine ideale Wahl gewesen sein, wo das Repertoire seit seiner Eröffnung auf größtmögliche Abwechslung und Vielfalt ausgerichtet war. Ein Teil des Erfolgs der Alcina war sicher darauf zurückzuführen, dass das Stück ideal für die Bühne geeignet war, auf der sie zuerst aufgeführt wurde. Die Erwartungen, nicht nur des Publikums, sondern auch des Managements, müssen mit diesem Werk, einer raffinierten Mischung und einem breiten Spektrum aller dem Musiktheater zur Verfügung stehenden Register, erfüllt worden sein, welche dennoch dem Geist des italienischen Textes von Ariost verpflichtet bleibt.
Die Eröffnung des Theatre Royal, Covent Garden, im Jahre 1732, war die Krönung der Karriere eines der erfolgreichsten Schauspieler und Impresarios im damaligen London. Heutzutage ist John Rich vielleicht am besten bekannt durch die Produktion der unglaublich erfolgreichen Bettler-Oper von John Gay und Johann Christoph Pepusch, die, so die Zeitgenossen, Gay rich and Rich gay gemacht hat, aber für das zeitgenössische Publikum war er der ausdauernde Star (unter seinem Künstlernamen Lun) in einer langen Reihe von Pantomimen an seinem Theater in Lincoln’s Inn Fields. Jegliche seiner Produktionen wurden so konzipiert, dass Elemente der Pantomime, des Gesangs und Tanzes integriert werden konnten, auch das Bühnenbild und die Maschinerie wurden einfallsreich mit einbezogen, wie auch wechselnde Beleuchtungen auf der Bühne.
Rich wollte diesen erfolgreichen Weg, der so viele Sparten wie nie zuvor in das Geschehen auf der Bühne einband, fortsetzen, auch als er Edward Shepherd den Auftrag erteilte, das neue Theater in Covent Garden, welches dann am 7. Dezember 1732 seine Türen mit einer Aufführung von William Congreves The Way of the World öffnete, zu entwerfen. Obwohl das Repertoire jetzt etwas umfangreicher war als zuletzt im Lincoln’s Inn Fields Theatre, war der Impresario schlau genug, am bewährten Konzept mit einer größtmöglichen Vielfalt auf der Bühne, welches ihm Geld und dem Publikum Kurzweil bescherte, festzuhalten.
Neben der effizienten Bühnenmaschinerie war an dem neuen Theater bemerkenswert, dass es einen engeren Kontakt zwischen dem Publikum und der Bühne gab als in den bisherigen Londoner Theatern, während gleichzeitig die englische Praxis, dass die Hauptbühne jeweils seitlich vom Zuschauerraum umschlossen war, aufrechterhalten wurde.
Hinter der Vorbühne, die mit Figuren der Tragödie und Komödie des venezianischen Malers Jacopo Amigoni umrahmt war, erstreckte sich die Perspektive der Hauptbühne, deren Bühnenbild durch die beweglichen Kulissen unter den Augen der Zuschauer geändert werden konnte. Dieses unterstrich die Wirkung der Aktion und verstärkte die Illusion für das Publikum, mitten in einer fremden Welt zu sein, welches das Wesen des Bühnendramas im 18. Jahrhundert war.
Dergestalt war das Covent Garden Theatre sicherlich das demokratischste aller Theater, in denen Händel bislang gearbeitet hatte. Zwar gab es Logen wie in jedem anderen zeitgenössischen Theaterbau, aber es herrschte nicht die gleiche Atmosphäre einer aristokratischen Exklusivität, wie das in den feudalen Theatern Kontinentaleuropas oder, in modifizierter Form, dem King’s Theatre am Haymarket der Fall war, wo schon so viele seiner Opern gegeben wurden.
Dies waren die Faktoren, die zusammen mit der Modernität seiner Produktionen und der Tiefe der Bühne die Bewunderung ausländischer Besucher fanden, und es war ein glücklicher Zufall für die Musikgeschichte, dass das Covent Garden Theatre so der Nährboden für Händels Arbeit am englischen Oratorium wurde. Dessen Aufführungen waren nun, von der geschäftlichen Seite her, frei von der Gönnerschaft der Aristokratie, deren Spielball die italienische Oper in London bis dato gewesen war.
Oberflächlich betrachtet war Alcina in der Tat wie jede andere italienische Opera seria: Händel schrieb wieder für hochrangige italienische Sänger, so für Anna Strada, die beim Publikum immer beliebter wurde und das vor allem als Folge von Händels sicherem Gefühl, wie er setzen muss, um ihre Stimme optimal zur Geltung zu bringen. Der eigentliche Star aber war der Kastrat Giovanni Carestini. Charles Burney schrieb über ihn:

“His voice was at first a powerful and clear soprano, which afterwards changed into the fullest, finest, and deepest counter-tenor that has perhaps ever been heard […] Carestini’s person was tall, beautiful, and majestic. He was a very animated and intelligent actor, and having a considerable portion of enthusiasm in his composition, with a lively and inventive imagination, he rendered every thing he sung interesting by good taste, energy, and judicious embellishments. He manifested great agility in the execution of difficult divisions from the chest in a most articulate and admirable manner. It was the opinion of Hasse, as well as of many other eminent professors, that whoever had not heard Carestini was inacquainted with the most perfect style of singing.”

„Seine Stimme war zunächst ein kräftiger und klarer Sopran, später hatte er den vollsten, feinsten und tiefsten Kontratenor, der je zu hören war […] Carestinis Gestalt war groß, schön und majestätisch. Er war ein sehr engagierter und intelligenter Schauspieler und da er mit einer guten Portion von Begeisterung für die Komposition, verbunden mit lebendiger und einfallsreicher Vorstellungskraft ausgestattet war, machte er alles, was er sang, durch guten Geschmack, Energie und kluge Verzierungen interessant. Er besaß eine große Fähigkeit, auch in schwierigen Bereichen der Bruststimme mit großer Deutlichkeit wunderbar zu gestalten. Nach Meinung von Hasse und vieler anderer berühmter Lehrer war jeder, der Carestini noch nicht gehört habe, mit dem perfektesten Gesangsstil auch noch nicht bekannt.“

Auf der anderen Seite erscheint Alcina in ihrem theatralischen Kontext als eine ganz andere Art von Oper im Vergleich zu denen, die das Publikum in den 1720er-Jahren und frühen 1730er-Jahren, während seiner großen Zeit am King’s Theatre, von ihm gewöhnt war. Sie handelt nicht von den Querelen irgendeiner Dynastie, von Intrigen und politischem Ehrgeiz, verwoben mit den Konflikten der privaten Leidenschaften, sondern in gewisser Hinsicht erscheint uns die Oper eher französisch als italienisch, wenn es um die Momente magischer Verwandlung geht, welche Rich die Gelegenheit gab, die neuen technischen Möglichkeiten des Theaters in Covent Garden zum Einsatz zu bringen.
Abgesehen von den Ausstattungen und den szenischen Effekten (es sind uns keine Bühnenbilder für irgendeine Händel-Oper überliefert) verbindet Alcina ein weiteres Merkmal mit dem Geschmack des Schauspieler-Managers John Rich: das Ballett. Das Tanzen war ein entscheidender Bestandteil seiner bisherigen Pantomime-Produktionen seit der Eröffnung des Opernhauses. Da es keine urenglische Ballett-Tradition gab, wurde der größte Teil auf der Bühne Londons von französischen und italienischen Darstellern getanzt. Mehrere von ihnen waren auch für Richs Produktionen in Lincoln’s Inn Fields und Covent Garden engagiert worden.
Der Höhepunkt dessen war sicher die Verpflichtung der berühmten und versiertesten Tänzerin ihrer Zeit, Marie Sallé. Beeinflusst von der naturalistischen Schauspielkunst David Garricks und den „pantomimes“ des englischen Tanzmeisters John Weaver, kreierte sie während ihrer Engagements in London eine neue, der Natürlichkeit und dem Gefühlsausdruck verpflichtete Art des Tanzes – eine Revolution gegen das vorherrschende, in abgezirkelten Formen erstarrte französische Ballett. Ihre neuen Theorien über die Choreographie, verbunden mit ihren praktischen Erfahrungen auf der Bühne der Académie Royale de musique in Paris, beeinflussten den großen französischen Meister Jean-Georges Noverre und damit die gesamte Tradition des klassischen europäischen Tanzes.
Da die Sallé schon für die Saison von 1733 engagiert wurde, war sie für das Londoner Publikum bereits ein bekanntes Gesicht und wurde von Rich enthusiastisch gefördert. 1725, im Alter von 18 Jahren hatte sie ihr Debüt in Colley Cibbers Love’s Last Shift am Lincoln’s Inn Fields Theatre, nachdem sie erstmals als zehnjähriges Kind in einer Rinaldo-Aufführung im Juni 1717 mit London und Händel in Berührung gekommen war.
Sie wurde die Attraktion der Pantomimen in London, und ihre Popularität in England veranlasste Voltaire dazu, seinen Landsleuten deren aktuelle Nichtachtung ihrer Talente vorzuwerfen. Ihr größter Erfolg auf der britischen Insel war sicherlich die Ballett-Pantomime Pygmalion und darin die Vorstellung der ganzen Bandbreite ihrer revolutionären Ideen von Gestik und Kostüm:

« Elle a osé paroître dans cette Entrée sans panier, sans jupe, sans corps et échevelée, et sans aucun ornement sur sa tête; elle n’estoit vêtuë avec son corset et un jupon, que d’une simple robbe de mousseline tournée en draperie, et ajustée sur le modele d’une Statuë Grecque. »

„Sie hat es gewagt, ohne Reifrock, Rock oder Mieder und mit offenem Haar aufzutreten, außer Korsett und Petticoat trug sie ein einfaches Musselinkleid, das sie um sich geschlungen hatte wie eine griechische Statue.“

Im Ballett der Alcina erschien sie als Amor, im männlichen Kostüm, was als unziemlich und unanständig empfunden wurde. Bei einer der letzten Aufführungen wurde sie dafür ausgepfiffen und der Abbé Antoine-François Prévost d’Exiles, Autor des berühmten Romans Manon Lescaut, musste in seiner Wochenschrift Le Pour et le Contre (Das Für und Wider) schreiben:

« Mademoiselle Sallé avoit composé un Ballet, dans lequel elle se chargea du rôle du Cupidon, qu’elle entreprît de danser en habit d’homme. Cet habit, dit-on, lui sied mal, e fût apparemment la cause de sa disgrace. »

„Fräulein Sallé hatte eine Ballettszene kreiert. Sie spielte darin die Rolle des Cupido und ließ sich dazu herab, in Männerkleidung zu tanzen. Dies, so heißt es, stand ihr sehr schlecht zu Gesicht und war offensichtlich der Grund dafür, dass sie in Ungnade fiel.“

Die Ablehnung ihr gegenüber war offenbar groß genug, dass sie sich veranlasst fühlte, nach Paris zurückzukehren, wo sie bald zum Gegenstand heftiger Kontroversen im kulturellen Leben Frankreichs wurde, um schließlich aber doch die Grande Dame des französischen Balletts zu werden.
Der Eklat um die Sallé reichte aber nicht aus, um aus der Alcina einen Misserfolg zu machen. Das launische Londoner Publikum anerkannte Händels Meisterschaft und, wenn man dem anonymen Verfasser im Universal Spectator glauben kann, sah es einen tieferen Sinn in dem Stück als die einer bloßen Unterhaltung à la Rich:

“The Opera goes no farther than the breaking of Alcina’s Enchantment and contains an agreeable Allegory […] The Character of Alcina’s Beauty, and Inconstancy proves the short Duration of all sublimary Enjoyments, which are lost as soon as attain’d […]”

„In der Oper, einer wohltuenden Allegorie, geht es um nicht mehr oder weniger als das Brechen von Alcinas Zauberkraft […] Der Charakter von Alcinas Schönheit und ihre Unbeständigkeit beweisen die kurze Dauer der irdischen Freuden, die, kaum erreicht, rasch wieder verloren gehen […]“

Mary Pendarves, seine lebenslange Verehrerin und Nachbarin in der Brook Street, schrieb über die erste Probe der Alcina am Tage zuvor in Händels Haus an ihre Mutter:

“[…] I think it is the best he ever made, but I have thought so of so many, that I will not say positively ’tis the finest, but ’tis so fine I have not words to describe it […] Whilst Mr. Handel was playing his part, I could not help thinking of him a necromancer in the midst of his own enchantments.”

„[…] Ich denke, es ist die beste, die er je gemacht, aber ich habe das schon so oft gedacht. Sie ist aber wirklich die beste und so gelungen, dass ich keine Worte finde, sie zu beschreiben. […] Als Händel daraus spielte, musste ich unwillkürlich an einen Nekromanten inmitten der von ihm selbst beschworenen Geister denken.“

Nachdem Händel mehr oder weniger mit der Partitur fertig war, ergänzte er noch vier Szenen, in denen er einen völlig neuen Charakter einführte: den Knaben Oberto. Dieser ist auf der Insel, um seinen Vater zu suchen, den Alcina in einen Löwen verwandelt hat. In einer äußerst dramatischen Szene versucht Alcina Oberto zu zwingen, den Löwen zu töten, aber der Junge erkennt seinen Vater und wendet sich gegen Alcina. Diese Änderungen zeigen Händels Geschick, von den in seinem Sängerensemble vorhandenen Talenten und Fähigkeiten vollen Gebrauch zu machen. Oberto wurde vom Knabensopran William Savage gesungen, der im April 1735 in der Rolle des Joas in Athalia offensichtlich solchen Eindruck gemacht hatte, dass Händel speziell für ihn eine Rolle in Alcina schuf.
Alcina hatte Premiere in Covent Garden am 16. April 1735 und eine sehr erfolgreiche Serie mit achtzehn Aufführungen, der letzten am 2. Juli. Vermutlich um Händel für ihre Besuche der Adelsoper zu entschädigen, nahmen sich der König und die Königin der Oper Alcina in besonderer Weise an:

“This opera, which was always performed by command of their Majesties, till the King went to Hanover, and then by command of her Majesty only, till the close of the season, July 2d, sustaining eighteen successive representations.”

„Diese Oper, welche jedesmal auf Verlangen der Majestäten aufgeführt wurde, bis der König nach Hannover ging und danach auf Wunsch Ihrer Majestät allein, erlebte bis zum Ende der Spielzeit am 2. Juli achtzehn Aufführungen hintereinander.“

Es sollte Händels letzter großer Opernerfolg sein.
Besetzung der Uraufführung
- Alcina – Anna Maria Strada del Pó (Sopran)
- Ruggiero – Giovanni Carestini, genannt “Il Cusanino” (Mezzosoprankastrat)
- Morgana – Cecilia Young (Sopran)
- Bradamante – Maria Caterina Negri (Alt)
- Oronte – John Beard (Tenor)
- Melisso – Gustavus Waltz (Bass)
- Oberto – William Savage (Knabensopran)
- Tanz und Choreographie – Marie Sallé
- Chor – u. a. Mrs. Wright (Sopran), Mr. Howard, Corfe und Tomson (Tenor), Richard Leveridge und Michael Stoppelaer (Bass)

Mit Alcina endete auch das Engagement von Händels Primo uomo:

“Yesterday Signor Caristina, a celebrated Singer in the late Opera’s in Covent Garden Theatre, embarqued on Board a Ship for Venice.”

„Gestern schiffte sich Signor Caristina, der berühmte Sänger, der in den jüngsten Opern im Covent Garden-Theater auftrat, nach Venedig ein.“

Damit hatte Händel seine einzige Waffe gegen Farinelli verloren. Giovanni Carestini sang zwar 1739–1741 wieder in London, aber nicht mehr in Aufführungen Händels. Angesichts der finanziellen Verluste der letzten beiden Spielzeiten (diese werden auf 9.000 £ für Händel geschätzt), konnte er nur noch zurückstecken:

“Mr. Handel goes to spend the Summer in Germany, but comes back against Winter, and is to have Concerts of Musick next Season, but no Opera’s.”

„Händel wird den Sommer in Deutschland verbringen, aber zum Winter zurückkehren. Und er wird in der nächsten Saison Konzerte anbieten, jedoch keine Opern.“

(Händel ging in diesem Sommer jedoch nicht nach Deutschland, sondern erst 1737 zur Kur nach Aachen).
Es gab fünf weitere Vorstellungen der Alcina in der Saison von 1736/37 (drei Aufführungen im November 1736 und zwei im Juni 1737), mit einigen nachteiligen Änderungen. Die Tänze (die Sallé hatte London verlassen) und der Chor Dall’orror di notte cieca (Nr. 39) wurden gestrichen. Sieben Arien wurden auf ihren A-Teil reduziert, was für Händel absolut ungewöhnlich war. Die Partie der Morgana, die nach dem Ausscheiden von Cecilia Young (sie heiratete 1737 den Komponisten Thomas Augustin Arne und trat später wieder unter dessen Namen bei Händel auf) von Rosa Negri, der Schwester Maria Caterinas, übernommen worden war, setzte er um eine Terz tiefer. Ama sospira (Nr. 21) entfiel und die Arie Tornami a vagheggiar (Nr. 15) wurde völlig unpassend auf Alcina übertragen. Fast alles, was Ruggiero zu singen hat, wurde um einen bis anderthalb Töne höher transponiert, um sie der Stimmlage des neuen Sängers, des Soprankastraten Gioacchino Conti, genannt „Gizziello“, anzupassen. Händels Vertrauen in die Fähigkeiten Rosa Negris schien indes im Verlaufe der Saison zugenommen zu haben, denn er gab ihr zwei zusätzliche Arien (aus Arianna in Creta und Admeto) in den Aufführungen vom Juni 1737.
Für 1738 sind noch mindestens zwei Aufführungen der Alcina im Februar und August in Braunschweig unter Leitung von Georg Caspar Schürmann mit deutschen Rezitativen und der Tänzerin Sophie Amalia Bonnefond dokumentiert, danach verschwand das Werk wie alle anderen Händelopern von der Bildfläche, bis es am 5. September 1928 in Leipzig durch den Dirigenten Oskar Braun wiederbelebt wurde. Hier wurde Alcina zweimal und in deutscher Sprache (Textfassung: Herman Roth) mit der Choreographie von Erna Abendroth-Ihrke gegeben.
Am 13. Juni 1992 wurde Alcina im Goethe-Theater Bad Lauchstädt erstmals wieder in Originalsprache und historischer Aufführungspraxis aufgeführt. Es spielte das Orchester „Sol sol la sol“ aus Innsbruck unter der Leitung von Howard Arman und es tanzte das Tanzensemble „L’autre pas“, Berlin.

## Handlung

### Historischer und literarischer Hintergrund
Ludovico Ariostos Epos Orlando furioso (Der rasende Roland), erstmals 1516 und dann 1532 in seiner endgültigen Form erschienen und bald darauf in ganz Europa bekannt, enthält innerhalb der Rahmenhandlung – dem Kampf der Christen gegen die Heiden – zahlreiche selbständige Einzelepisoden, die von den Taten fahrender Ritter und ihren Liebesabenteuern handeln. Eine dieser Episoden berichtet von der Zauberin Alcina.

### Erster Akt

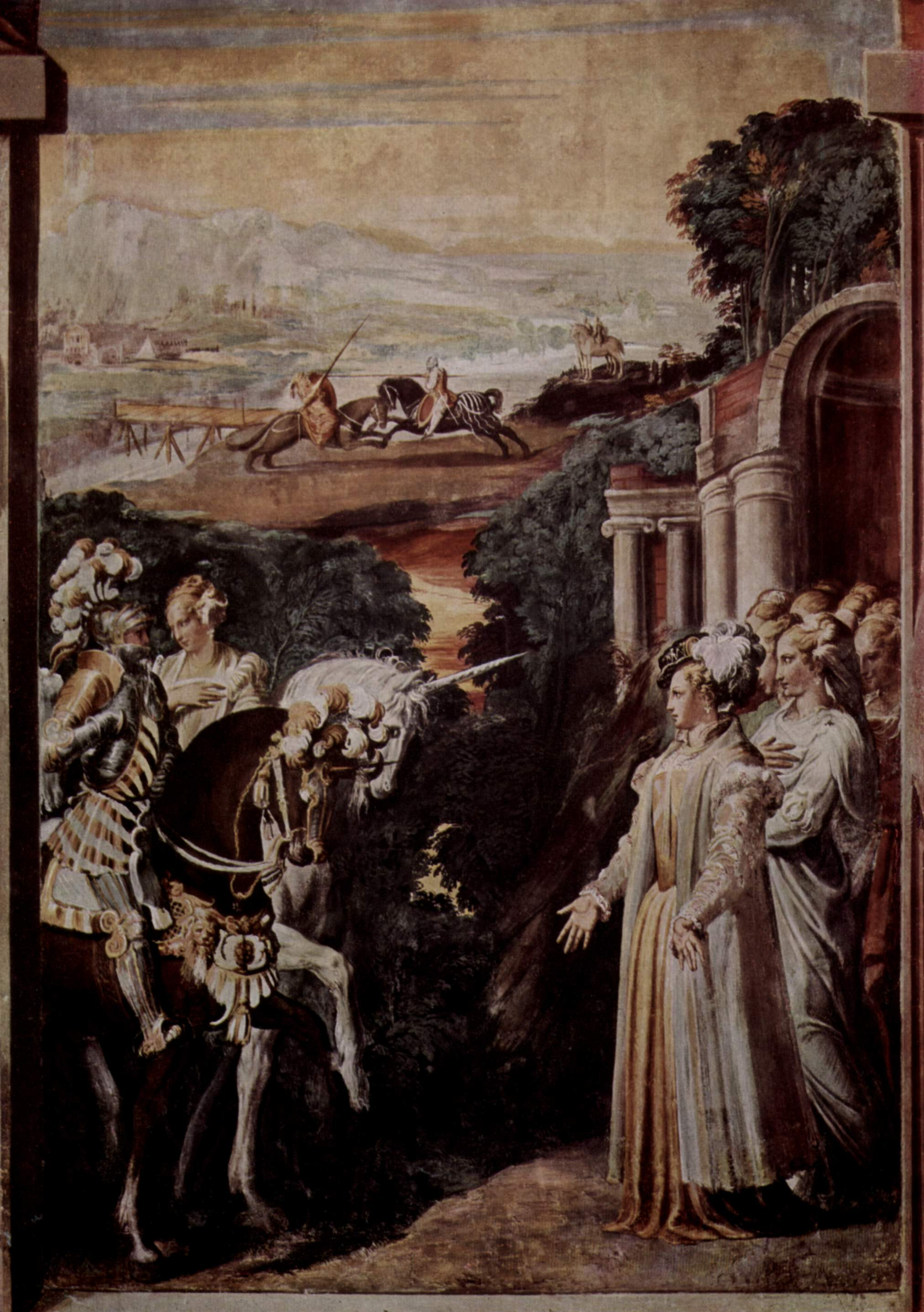
Alcina empfängt Ruggiero, Nicolò dell’Abbate, um 1550

Ein von steilen Bergen umrahmter Ort. Bradamante und Melisso sind auf der Suche nach Alcinas Schloss und begegnen deren Schwester Morgana, die sich unmittelbar in Bradamante (die als Mann verkleidet ist und sich als ihr Bruder Ricciardo ausgibt) verliebt (O s’apre al riso Nr. 1).
Alcinas prächtiger Palast erscheint. Morgana führt die beiden Fremden zum Palast, wo Ruggiero an der Seite Alcinas sitzt, umgeben von Chor aus Rittern und Frauen, die die Ankömmlinge begrüßen (Questo è il cielo de’ contenti Nr. 2). Diese bitten darum, bleiben zu dürfen, bis sich das Meer beruhigt hat. Alcina erlaubt es und bittet Ruggiero, von ihrer Liebe zu erzählen (Di’, cor mio, quanto t’amai Nr. 7).
Oberto, der sich in Alcinas Gefolge befindet, fragt die beiden, ob sie von seinem Vater gehört haben. Zusammen mit ihm ist er an der Insel gestrandet, findet ihn aber nicht wieder (Chi m’insegna il caro padre? Nr. 8). Bradamante fragt Ruggiero, ob er sie erkenne. Er sieht eine Ähnlichkeit mit Ricciardo, bestreitet aber, dass er eine Verpflichtung gegenüber seiner Verlobten Bradamante habe. Er liebt Alcina und verspottet Bradamante (Di te mi rido Nr. 9).
Morganas Liebhaber Oronte wirft „Ricciardo“ vor, ihm seine Geliebte weggenommen zu haben. Morgana kommt hinzu und stellt sich auf Bradamantes Seite. Bradamante erklärt ihm, dass er von Eifersucht gequält werde, und ihr, dass sie die Kraft der Liebe spüre; Gefühle, von denen sie selbst bewegt sei (È gelosia, forza è d’amore Nr. 10).
Vorzimmer von Alcinas Gemächern. Oronte, vom Betrug Morganas desillusioniert, versucht nun auch Ruggiero zu überzeugen, dass Alcinas Liebe nur Heuchelei sei. Er warnt ihn, der Frau nicht zu vertrauen (Semplicetto! A donna credi? Nr. 12).
Als Alcina auf Ruggiero trifft, macht er ihr Vorwürfe, dass sie Ricciardos wegen treulos sei. Sie beschwört ihre Treue (Sì, son quella Nr. 13). Bradamante offenbart Ruggiero ihre wahre Identität, doch er glaubt ihr nicht und nimmt – von Orontes Warnung irritiert – an, dass Ricciardo es auf Alcina abgesehen habe (La bocca vaga, quell’occhio nero Nr. 14).
Morgana warnt Bradamante, dass Alcina sie bzw. Ricciardo auf Drängen des eifersüchtigen Ruggiero in ein Tier verwandeln wolle. Bradamante schwört Morgana aus taktischen Gründen ihre Liebe, und Morgana erklärt ihrerseits ihre Liebe (Tornami a vagheggiar Nr. 15).

### Zweiter Akt
Ein prunkvoller Saal in Alcinas Palast. Ruggiero besingt seine Liebe zu Alcina (Col celarvi a chi v’ama un momento Nr. 16). Melisso (in der Gestalt Atlantes, des Erziehers Ruggieros) beschimpft Ruggiero als verweichlicht. Er gibt ihm einen Ring und bannt damit Alcinas Zauber über Ruggiero. Der Saal verwandelt sich in einen hässlichen Ort und Melisso in seine eigentliche Gestalt zurück. Ruggiero kommt zur Vernunft (Qual portento mi richiama Nr. 17). Melisso erklärt ihm seinen Plan: er soll gegenüber Alcina nichts verraten, auf die Jagd gehen und dabei fliehen. Melisso mahnt Ruggiero, an Bradamante zu denken, die an verletzter Liebe leidet (Pensa a chi geme d'amor piagata Nr. 18).
Ruggiero bittet Bradamante um Vergebung, hält sie aber immer noch für Ricciardo. Er glaubt, dass Ricciardo nur durch einen erneuten Zauber Alcinas wie Bradamante aussieht. Bradamante möchte sich für seine Grausamkeit rächen (Vorrei vendicarmi Nr. 19). Ruggiero ist verunsichert, weil er nicht weiß, ob er eine Täuschung oder tatsächlich seine Geliebte sieht (Mi lunsinga il dolce affetto Nr. 20).
Ein offener Raum mit den Gärten im Hintergrund. Alcina will Ricciardo in ein Tier verwandeln, wird jedoch von Morgana aufgehalten. Morgana versichert, dass Ricciardo sie liebe und kein Rivale für Ruggiero sei (Ama, sospira Nr. 21). Ruggiero teilt Alcina mit, dass er auf die Jagd gehen wolle. Sie lässt es zu, aber mit einem unguten Gefühl. Ruggiero erklärt, dass er seiner Geliebten treu sei – meint damit aber in Wirklichkeit Bradamante (Mio bel tesoro Nr. 22).
Oberto kommt zu Alcina und bittet sie, ihn zu seinem Vater zu führen. Sie verspricht es ihm. Er schwankt zwischen Hoffnung und Furcht (Tra speme e timore Nr. 23). Oronte erzählt Alcina, dass sie verraten ist und Ruggiero seine Flucht vorbereitet. Alcina ist verzweifelt darüber, verlassen zu werden (Ah! mio cor! schernito sei! Nr. 24).
Oronte versucht auch Morgana zu überzeugen, dass sie verraten sei, doch sie glaubt ihm nicht und geht davon. Oronte schmäht sie (È un folle, è un vile affetto Nr. 25).
Ruggiero bittet Bradamante um Vergebung. Sie umarmen sich, wobei sie von Morgana belauscht werden. Diese ist empört und warnt das Liebespaar, dass es von Alcina bestraft würde. Ruggiero besingt die Schönheiten der Natur, die bald wieder verschwinden werden, wenn der Zauber von Alcinas Insel gebannt ist (Verdi prati, selve almene Nr. 26).
Kellerraum für die Zauberei. Alcina ist verzweifelt darüber, dass Ruggiero ihr seine Liebe nur vorgespielt hat, vor allem, weil sie ihn selbst noch liebt. Auch ihre Zauberkräfte sind dahingeschwunden (Ombre pallide Nr. 27).

### Dritter Akt

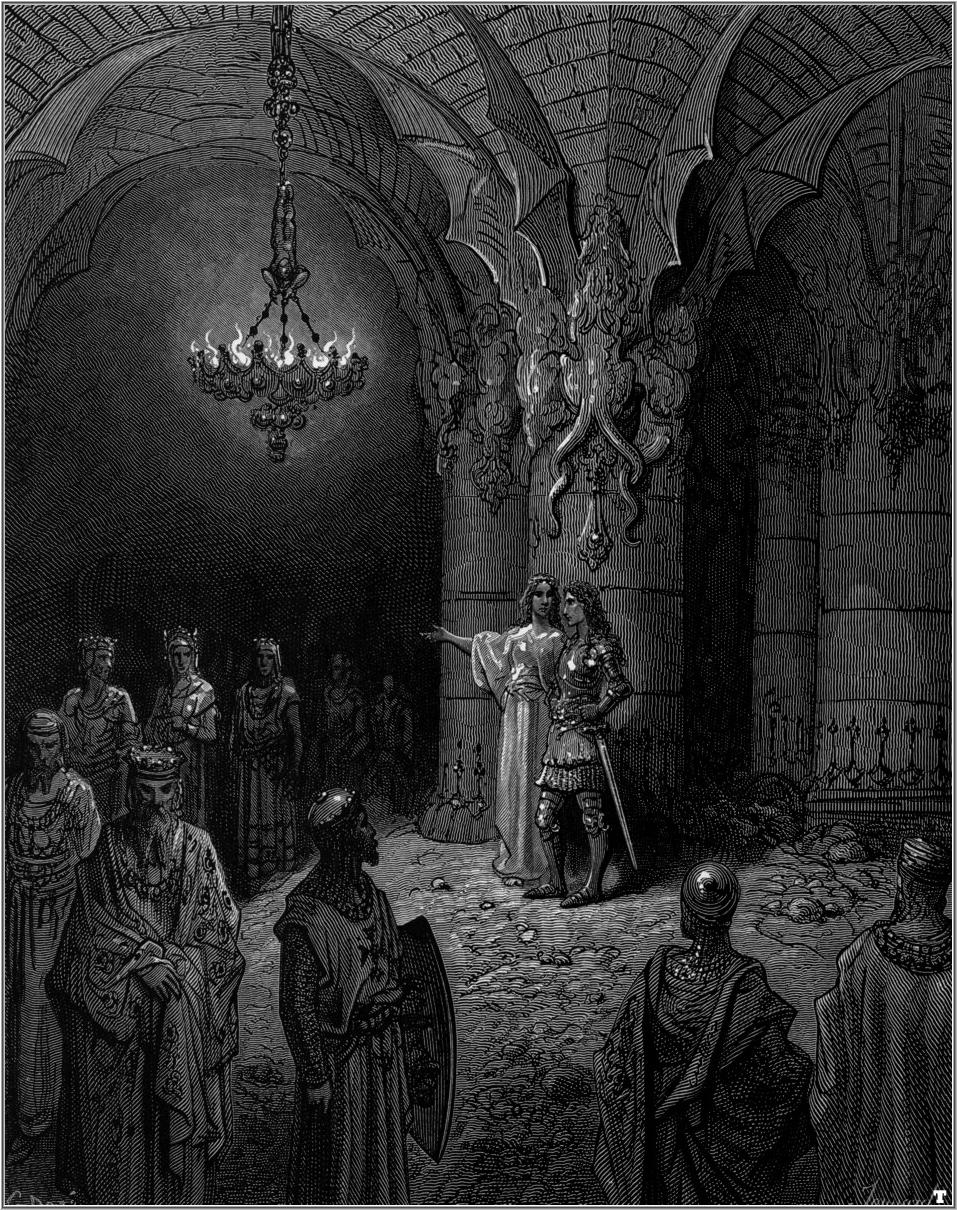
Bradamante und die Zauberin Melissa, Gustave Doré, 1878

Vorhalle des Palastes. Morgana, die nun die wahre Identität Bradamantes kennt, versucht Orontes Gunst wiederzugewinnen, indem sie ihn an seinen Treueschwur erinnert. Der aber gibt vor, sie nicht mehr zu lieben. Morgana bittet ihn um Vergebung (Credete al mio dolore). Als Oronte allein ist, gesteht er sich seine Liebe zu ihr ein (Un momento di contento Nr. 30).
Alcina stellt Ruggiero zur Rede, und dieser gibt nun offen zu, dass er mit seiner Braut Bradamante gehen will. Sie droht ihm und gibt doch zu, dass sie ihm nichts antun kann, weil sie ihn liebt (Ma quando tornerai Nr. 32).
Melisso und Bradamante kommen zu Ruggiero und teilen ihm mit, dass die Insel von Zaubertieren und bewaffneten Truppen umgeben sei. Ruggiero muss in den Kampf ziehen, hat aber gleichzeitig Angst, Bradamante allein zu lassen (Sta nell’Ircana Nr. 33).
Unterdessen will Bradamante den Zauber lösen, der über der Insel liegt, und allen das Leben wiedergeben (All’alma fedel Nr. 34).
Oronte berichtet Alcina, dass Ruggiero den Kampf gewonnen hat und nun die Insel bedrohe. Alcina trauert (Mi restano le lagrime Nr. 35).
Man sieht Alcinas Palast und die Urne, die Alcinas Zauberkraft enthält. Oberto glaubt, dass er schon bald seinen Vater wiedersehen wird. Alcina hat ihn belauscht und lässt einen zahmen Löwen aus einem Käfig, der sich vor Oberto niederlegt. Sie gibt Oberto einen Speer und fordert ihn auf, den Löwen zu töten, doch Oberto erkennt in ihm seinen Vater. Als Alcina selbst das Tier töten will, richtet er den Speer auf sie (Barbara! Io ben lo so Nr. 37).
Ein letztes Mal treffen Bradamante und Ruggiero auf Alcina. Alcina bittet und droht ihm, zu bleiben, doch ihre Zauberkräfte sind dahin (Non è amor, nè gelosia Nr. 38). Ruggiero geht auf die Urne zu, um sie mit seinem Zauberring zu zerstören. Alcina versucht ihn zu hindern, woraufhin Bradamante es versucht. Morgana bittet sie einzuhalten. Als noch Melisso und Oronte dazukommen, sind Alcina und Morgana verloren. Ruggiero zerbricht die Urne, und die ganze Szene bricht zusammen. Die verzauberten Menschen verwandeln sich zurück und versammeln sich zum Chor (Dall’orror di notte cieca Nr. 39). Nach einem Ballett wird der Schlusschor angestimmt (Dopo tante amare pene Nr. 42).

## Musik
Händel nutzt das ihm in dieser Saison zur Verfügung stehende Sängerensemble hervorragend, um im Verlaufe der Oper die Charaktere und Persönlichkeiten des Dramas zu entwickeln und sie mit entsprechender Musik auszustatten. Selbst in den Nebenrollen ist die Musik verschwenderisch und voller abwechslungsreicher Melodien. Einzig Melisso, Bradamantes alter Tutor, hat nur eine einzige, aber schöne Arie bekommen, welche für den Deutschen Gustav Waltz geschrieben wurde, der ein guter, wenn auch nicht herausragender Bassist war.
Der flatterhafte Charakter der Morgana, die ursprünglich von Cecilia Young gesungen wurde, wird von ihrer hellen und leichten Eröffnungsarie ’O s’apre al riso (Nr. 1) eingeführt, welche voller glücklicher Wendungen ist, die an Händels italienische Zeit (1706–1710) erinnern. Ein noch direkterer Bezug zur Musik aus dieser Periode tritt in ihrer Arie Tornami a vagheggiar (Nr. 15) zutage, welche den ersten Akt beschließt. Die Hauptmelodie ist direkt dem Anfang einer Arie aus der Kantate O come chiare e belle (1708, HWV 143) entnommen, welche mit denselben Worten beginnt. Aber in der früheren Version liegt die Melodie einzig im Vokalpart, während das Orchester in seinen Ritornellen völlig anderes thematisches Material hat. In Alcina baut Händel die ganze Arie aus dieser Melodie und findet immer wieder neue Wege, sie zu verlängern und zu variieren. Das Ergebnis ist besonders strahlend und verführerisch: eine der eindringlichsten und unvergesslichsten Arien, die Händel je geschrieben hat. In Ama, sospira (Nr. 21), wendet sich Morganas Tonfall zur Wehmut: sie hofft immer noch auf die Liebe des vermeintlichen „Ricciardo“ (die verkleidete Bradamante), und, als sie diese Hoffnung nicht mehr haben kann, versucht sie in mitleiderregendem Flehen (Credete al mio dolore Nr. 30), die Zuneigung Orontes zu gewinnen. In diesen beiden Arien verwendet Händel jeweils ein solistisches Streichinstrument, zunächst eine Violine (geschrieben für Pietro Castrucci) und dann ein Violoncello (für Francisco Caporale). Diese Soli sind im hohen Register gesetzt, um die hoch liegende Gesangslinie zu umspielen.
Die Rolle des Oronte, für den vielversprechende jungen Tenor John Beard geschrieben, ist in der Ausdruckspalette eher begrenzt, aber seine drei Arien erkunden sehr geschickt unterschiedliche Ansätze des Schreibens in dem neuen, leichteren Stil von Händels jüngeren Zeitgenossen, wenngleich seine Schreibart erwartungsgemäß sehr individuell bleibt.
Bradamante hat ebenfalls nur drei Arien zu singen. Ihre beiden ersten nutzen die flexible und tiefe Altstimme der auf Hosenrollen spezialisierten Maria Caterina Negri voll aus, auch um die Person des als Ritter Ricciardo verkleideten tapferen Mädchens darzustellen. Von weicherer Art ist ihre letzte Arie All’alma fedel (Nr. 34), als sie, allein auf der Bühne zurückgelassen, mit der Wärme der liebenden Frau an die Erfüllung ihrer Sehnsucht nach Ruggiero denkt.
Händels Begeisterung für das Talent des jungen William Savage zeigt sich in Obertos drei gut kontrastierenden Arien: das zärtliche Pathos, als er versucht, seinen Vater ausfindig zu machen (Chi m’insegna il caro padre Nr. 8), die zögerliche Hoffnung, als Alcina ihm Versprechungen macht (Tra speme e timore Nr. 23), und seine blitzende Wut, als er ihren Betrug erkennt (Barbara! io ben lo sò Nr. 37).
Die Entwicklung der Charaktere wie in diesen Rollen macht sich noch viel ausgeprägter in denen von Ruggiero und Alcina bemerkbar, wo die stimmliche Virtuosität bzw. das Fehlen derselben auch immer eine dramatische Funktion hat. Wenig heroisch ist Ruggieros erste Arie Di te mi rido (Nr. 9): unter dem schwächenden Einfluss Alcinas, gibt er sich leichtfertig und unvorsichtig, unter Beibehaltung eines gewissen Charmes. In La bocca vaga (Nr. 14) korrespondieren die ungewöhnlichen Intervalle im Gesang mit den stechenden Streicherfiguren und vermitteln einen Hauch von Gereiztheit. Aber mit der kraftvollen Kavatine Qual portento, mi richiama (Nr. 14, eine weitere Anleihe an der Kantate O come, chiare e belle), als er die reale Trostlosigkeit von Alcinas Insel erkennt, gibt es einen Wandel in seinem Erscheinungsbild. In den köstlichen Sequenzen von Mi lusinga il dolce affetto (Nr. 20), die teilweise einer geistlichen Kantate Telemanns entlehnt sind, erinnert er sich seiner Liebe zu Bradamante, und in Mio bel tesoro (Nr. 22), in welcher seine kurzen und damit unglaubwürdigen Phrasen vom Echo zweier Blockflöten ironisiert werden, gibt er Alcina gegenüber vor, sein bisheriges Verhalten zu bedauern, um diese weiter in dem Glauben zu lassen, er werbe um sie. „Ich bin beständig in meiner Liebe…“ singt er ihr ins Gesicht, aber beiseite „… aber nicht zu dir!“.

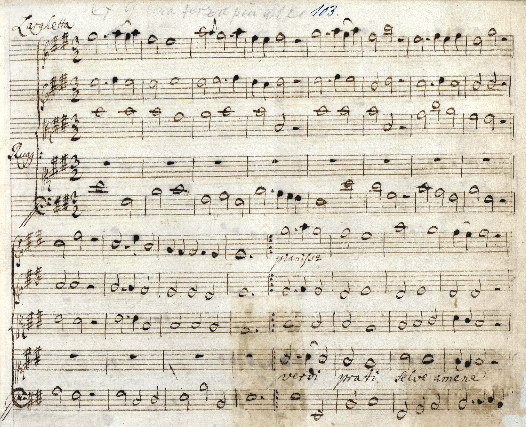
Beginn von Ruggieros Arie „Verdi prati“ in Händels Direktionspartitur (Staats- und Universitätsbibliothek Hamburg, M A/998)

Ruggieros großartigste Nummer aber ist Verdi prati (Nr. 26), eine in E-Dur stehende Sarabande von schmerzlicher nostalgischer Süße. Dieses exquisite Arie in Rondo-Form war zunächst überhaupt nicht nach Carestinis Geschmack:

Verdi prati, which was constantly encored during the whole run of Alcina, was, at first, sent back to HANDEL by Carestini, as unfit for him to sing; upon which he went, in a great rage, to his house, and in a way which few composers, except HANDEL, ever ventured to accost a first-singer, cries out: ‘You toc! don't I know better as your seluf, vaat is pest for you to sing? If you vill not sing all de song vaat I give you, I will not pay you ein stiver.’

„Die Arie Verdi prati, die man bey jeder Aufführung der Oper Alcina immer mehr als einmal zu hören verlangte, wurde Händel’n anfänglich von Carestini zurückgeschickt, weil er sie nicht zu singen wisse. Voller Wuth gieng er zu ihm, und in einem Tone, worin wenige Komponisten, außer Händel, jemals einen ersten Sänger anredeten, fuhr er ihn mit den Worten an: „Du Hund! Muß ich nicht besser wissen, als Du, was du singen kannst? Willst du die Arien nicht singen, die ich dir gebe, so bezahle ich dir keinen Stöver.“ (Übersetzung: Johann Joachim Eschenburg, 1785)“

Der Ausdruck „sent back“ („zurückgeschickt“) lässt auf den Zeitpunkt schließen, wann dieses Ereignis stattgefunden hat, und erklärt Carestinis Missfallen wenigstens teilweise: Es war üblich, den Sängern die Musik der Arien vorab in Form eines Klavierauszuges zum Studium zu schicken, sobald diese komponiert und oft auch instrumentiert waren. Auch die Rezitative waren meist noch nicht geschrieben. So überrascht es nicht, wie Carestini auf diese einfache Melodie mit ihrem schmalen Stimmumfang reagierte. Er konnte nicht wissen, dass diese Einfachheit und die ungewöhnliche Form (Rondo) für diese Situation genau berechnet waren und so das Stück perfekt in den dramatischen Kontext passte: Ruggiero weiß, dass er die Wiesen und Wälder der Insel der Seligen bald für immer verlassen muss, aber in seinem Herzen wird er dahin zurückkehren.
In seiner letzten Arie zeigt Ruggiero wieder seinen wahren, heroischen Charakter und Händel ignoriert demonstrativ den offensichtlichen Sinn der Worte: sie beschreiben eine Tigerin, die hin- und hergerissen ist zwischen den Alternativen, den Jäger anzugreifen oder ihre Jungen zu bewachen. Er schreibt Musik von größter Zuversicht und fügt hohe Hörner in G hinzu, um der orchestralen Textur eine helle Farbe zu geben. Die kunstvolle Melodie, über langsam wechselnden Harmonien gesponnen, stellt eine der gründlichsten Imitationen des neuen „neapolitanischen“ Stils Händels dar. Vielleicht war das als versöhnliche Geste gegenüber Carestini gemeint.
Ein Zeichen der Verwandlung anderer Art finden wir in der Rolle Alcinas, deren Musik sich mit noch größerem Ideenreichtum und emotionaler Tiefe darstellt. Diese Partie wurde für Anna Strada del Pò geschrieben, die Händel schon viele Jahre bekannt und über deren Fähigkeiten er sich vollkommen im Klaren war. Wie Ruggiero im Verlauf der Oper seiner Unmündigkeit entwächst, so verliert Alcina die Selbstsicherheit der erfahrenen Verführerin: sie wird immer verzweifelter und mitleiderregender, als sie ihre magischen Kräfte immer mehr verlassen. Ihre Liebe zu Ruggiero ist eine positive Kraft, aber steht im Widerspruch zu ihrer dunklen Natur. Diese Liebe adelt und zerstört sie gleichzeitig. Ihre beiden Arien im ersten Akt zeigen unterschiedliche Ansätze ihrer Verführungskunst: die erste, Di’, cor mio, quanto t’amai (Nr. 7), ist sanft schmeichelnd, die zweite, Sì, son quella! Non più bella (Nr. 13), anklagend-beleidigt. Ah! mio cor (Nr. 24) im zweiten Akt findet auf ganz anderer Ebene statt: die Streicher-Begleitung im A-Teil der Arie, bestehend aus zögerlichen Staccato-Akkorden, die lange Dissonanzen aufrechterhalten, deutet einerseits auf Angst, andererseits auch auf Schmerz über den Verrat Ruggieros an ihr. Die Rache-Drohungen im schnellen Mittelteil haben keine Überzeugungskraft mehr.
Komplette Verzweiflung setzt mit dem einzigen, aber großen Accompagnato-Rezitativ Ah! Ruggiero crudel (Nr. 27) ein, wo Händel nach einer Folge von außergewöhnlichen Modulationen die Stimme ohne Begleitung zurücklässt (abgesehen von einigen Colla-parte-Violinen), als Alcina ihren Geistern vergeblich befiehlt, ihr zu gehorchen. In Ombre pallide (Nr. 28) gewinnt die Resignation die Oberhand: die gewundenen Linien fließender Sechzehntelpassagen in den Streichern, die unregelmäßig auf die Gesangslinie zu- und wieder wegrollen, verbreiten Angst und Schrecken. In Ma quando tornerai (Nr. 32) gelingt Alcina eine kurze Rückbesinnung auf ihre alte Kraft, doch schon im langsamen und intensiven B-Teil der Arie holt sie die Trauer wieder ein. Schließlich ist sie in Mi restano le lagrime (Nr. 35) jenseits jeglicher Hoffnung. Hier zeigt sich auch Händels Genie, mit völlig verschiedenen Mitteln vergleichbare Gefühle hervorzurufen. Alles, was Alcina bleibt, ist Bluff, aber ihr Schicksal ist besiegelt. In dem spannungsgeladenen Trio Non è amor, ne gelosia (Nr. 38) macht Alcina einen letzten Versuch, Ruggiero von seinem Vorhaben, die Insel zu verlassen, abzubringen, doch vergebens: ihre Urne wird zerschlagen und in einem tiefsinnigen Chor (Dall’orror di notte cieca Nr. 39) werden die verzauberten Ritter, einschließlich Obertos Vater Astolfo, erlöst. (Händel nimmt die Musik für diese letzte Arie aus seiner frühen Kantate Apollo e Dafne (1709, HWV 122), als Apollo zusieht, wie Dafne in einen Lorbeerbaum verwandelt wird. Hier hat ihn vielleicht eine Metamorphose an die andere erinnert.)
Die Tänze sind für die Pariserin Marie Sallé und ihre Compagnie deutlich im französischen Stil geschrieben, wie auch ihre französischen Satz-Titel belegen. Händel scheint sich zunächst im Klaren darüber gewesen zu sein, wie viele Tänze er brauchte. Die bezaubernde Musette und das Menuett in der Ouvertüre waren ohnehin Teil des Beginns der Oper, wenngleich sie vielleicht auch nicht getanzt wurden. Die Balli im ersten und zweiten Akt jedoch wurden nachträglich eingefügt. Ruggieros Entertainment am Beginn des ersten Aktes bestand ursprünglich aus nur einem Chor Questo é il cielo (Nr. 2b), wurde aber schon vor der Premiere durch eine ruhigere Variante dieses Chores (Nr. 2a) und vier Tänzen in verwandten Tonarten abgelöst. (Die Musik des verworfenen Stückes hat er später für den ersten Satz des Orgelkonzertes in F-Dur, op. 4 Nr. 4, HWV 292, wieder verwendet). Für das Ende des zweiten Aktes nahm Händel einfach das umfangreiche Ballett der guten und bösen Träume aus seiner vorigen Oper Ariodante; dort war es ursprünglich für eine ähnliche Situation vorgesehen gewesen, aber wahrscheinlich nicht verwirklicht worden. Es ist ein abwechslungsreiches Ballett, mit einem zartschmelzenden Entreé in E-Dur beginnend und endend mit einem kräftigen Combat mit deftigem Hornpipe-Rhythmus, in dem gute und schlechte Träume gegeneinander kämpfen.

## Struktur der Oper
Ouverture. – Musette. – Menuet. (2 Ob, Str, BC)

### Erster Akt
| Scena I    | Recitativo. Bradamante, Melisso, Morgana Oh Dei! quivi non scorgo           |
|            | 1. Aria. Morgana (Str, BC) O s'apre al riso, o parla, o tace                |
| Scena II   | 2a. Coro. (2 Ob, Str, BC) Questo è il cielo di contenti                     |
| (Ballo).   | 3. Gavotte. (2 Ob, Str, BC)                                                 |
|            | 4. Sarabande. (2 BlFl, Str, BC)                                             |
|            | 5. Menuet. (2 Ob, Str, BC)                                                  |
|            | 6. (Gavotte). (2 Ob, Fg, Str, BC)                                           |
|            | Recitativo. Bradamante, Melisso, Alcina Ecco l’infido. Taci.                |
|            | 7. Aria. Alcina (2 Ob, Str, BC) Di’, cor mio, quanto t’amai                 |
| Scena III  | Recitativo. Oberto, Melisso, Bradamante Generosi guerrier, deh! per pietade |
|            | 8. Aria. Oberto (Str, BC) Chi m’insegna il caro padre?                      |
| Scena IV   | Recitativo. Bradamante, Ruggiero, Melisso Mi ravisi Ruggier, dimmi?         |
|            | 9. Aria. Ruggiero (2 Vl, BC) Di te mi rido, semplice stolto                 |
| Scena V    | Recitativo. Oronte, Bradamante Qua dunque ne veniste                        |
| Scena VI   | Recitativo. Morgana, Bradamante Io sono tua diffesa                         |
|            | 10. Aria. Bradamante (Str, BC) È gelosia, forza è d’amore                   |
| Scena VII  | Recitativo. Oronte, Morgana Io dunque… Audace Oronte                        |
| Scena VIII | Recitativo. Ruggiero Vo cercando la bella cagion                            |
|            | 11. Aria. Ruggiero (2 Ob, Str, BC) Bramo di trionfar                        |
|            | Recitativo. Ruggiero, Oronte La cerco in vano                               |
|            | 12. Aria. Oronte (2 Ob, Str, BC) Semplicetto! a donna credi?                |
| Scena IX   | Recitativo. Ruggiero, Alcina Ah! Infedele                                   |
| Scena X    | Recitativo. Bradamante, Alcina, Ruggiero Regina; il tuo soggiorno           |
|            | 13. Aria. Alcina (2 Ob, Str, BC) Sì: son quella! non più bella              |
| Scena XI   | Recitativo. Bradamante, Ruggiero Se nemico mi fossi                         |
| Scena XII  | Recitativo. Ruggiero, Melisso, Bradamante Bradamante favella?               |
|            | 14. Aria. Ruggiero (Str, BC) La bocca vaga', quell’occhio nero              |
| Scena XIII | Recitativo. Melisso, Bradamante A quai strani perigli                       |
| Scena XIV  | Recitativo. Morgana, Bradamante Fuggi, cor mio, ti affretta!                |
|            | 15a. Morgana (2 Ob, Str, BC) Tornami a vagheggiar, te solo vuol’amar        |

### Zweiter Akt
| Scena I    | 16. Arioso. Ruggiero (Str, BC) Col celarvi, a chi v’ama un momento                   |
|            | Recitativo. Melisso Taci, taci, cordardo                                             |
|            | 17. Cavata. Ruggiero (2 Vl, BC) Qual portento mi richiama                            |
|            | Recitativo. Ruggiero, Melisso Atlante, dove sei?                                     |
|            | 18. Aria. Melisso (2 Vl, BC) Pensa a chi geme d’amor piagata                         |
| Scena II   | Recitativo. Bradamante, Ruggiero Qual’ odio ingiusto contro me?                      |
|            | 19. Aria. Bradamante (Str, BC) Vorrei vendicarmi del perfido cor                     |
| Scena III  | Recitativo. Ruggiero Chi scopre al mio pensiero                                      |
|            | 20. Aria. Ruggiero (Str, BC) Mi lusinga il dolce affetto con l’aspetto del mio bene  |
| Scena IV   | Recitativo. Alcina, Morgana S’acquieti il rio sospetto                               |
| Scena V    | Recitativo. Morgana, Alcina, Ruggiero È la tua pace, con tanta crudeltà              |
|            | 21. Morgana (Vl solo, 2 Ob, Str, BC) Ama, sospira, ma non ti offende                 |
| Scena VI   | Recitativo. Alcina, Ruggiero Non scorgo nel tuo viso                                 |
|            | 22. Aria. Ruggiero (2 BlFl, 2 Ob, Str, BC) Mio bel tesoro, fedel son io              |
| Scena VII  | Recitativo. Oberto, Alcina Regina; io cerco in vano                                  |
|            | 23. Aria. Oberto (2 Ob, Str, BC) Tra speme e timore mi palpita il core               |
| Scena VIII | Recitativo. Oronte, Alcina Reina, sei tradita                                        |
|            | 24. Aria. Alcina (Str, BC) Ah! mio cor! schernito sei!                               |
| Scena IX   | Recitativo. Oronte, Morgana Or, che dici, Morgana?                                   |
| Scena X    | Recitativo. Oronte All’offesa il disprezzo giunge l’ingrata?                         |
|            | 25. Aria.Oronte (Str, BC) È un folle, è un vile affetto, non è la sua beltà          |
| Scena XI   | Recitativo. Oberto, Bradamante Ed è ver che mi narri?                                |
| Scena XII  | Recitativo. Ruggiero, Bradamante, Morgana Ecco mia a’piedi tuoi                      |
|            | 26. Aria. Ruggiero (Str, BC) Verdi prati, selve amene, perderete la beltà            |
| Scena XIII | 27. Recitativo accompagnato. Alcina (Str, BC) Ah! Ruggiero crudel, tu non mi amasti! |
|            | 28. Aria. Alcina (Str, BC) Ombre pallide, lo so, mi udite                            |

### Dritter Akt
| Scena I    | 29. Sinfonia. (2 Ob, Str, BC)                                                                         |
|            | Recitativo. Oronte, Morgana Voglio amar e disamar                                                     |
|            | 30. Aria. Morgana (Vc solo, BC) Credete al mio dolore, luci tiranne e care!                           |
|            | Recitativo. Oronte M’inganna me n’avveggo, e pur ancor l’adoro                                        |
|            | 31. Aria. Oronte (2 Vl, BC) Un momento di contento dolce rende a un fido amante                       |
| Scena II   | Recitativo. Ruggiero, Alcina Molestissimo incontro!                                                   |
|            | 32. Aria. Alcina (Str, BC) Ma quando tornerai di lacci avvinto il piè                                 |
| Scena III  | Recitativo. Melisso, Ruggiero, Bradamante Tutta d’armate squadre l’isola e cinta                      |
|            | 33. Aria. Ruggiero (2 Ob, 2 Hr, Str, BC) Sta nell'Ircana pietrosa tana                                |
| Scena IV   | Recitativo. Melisso, Bradamante Vanne tu seco ancora; dove fa seno il mare                            |
|            | 34. Aria. Bradamante (2 Ob, Str, BC) All'alma fedel amore placato                                     |
| Scena V    | Recitativo. Oronte, Alcina Niuna forza lo arresta, Vinse Ruggiero                                     |
|            | 35. Aria. Alcina (Str, BC) Mi restano le lagrime, direi dell’ alma i voti                             |
| Scena VI   | 36. Coro. (2 Ob, Str, BC) Sin per le vie del sole una gloriosa prole                                  |
|            | Recitativo. Oberto, Alcina Già vicino é’l momento                                                     |
|            | 37. Aria. Oberto (Str, BC) Barbara! Io ben lo sò, è quello il genitor                                 |
| Scena VII  | Recitativo. Bradamante, Alcina, Ruggiero Le lusinghe, gl’inganni, non udir più                        |
|            | 38. Terzetto. Alcina, Bradamante, Ruggiero (2 Ob, Str, BC) Non è amor, ne gelosia, è pietà            |
| Scena VIII | Recitativo. Ruggiero, Oronte Prendi, e vivi                                                           |
| Scena IX   | Recitativo. Alcina, Ruggiero, Bradamante Ah mio Ruggier, che tenti?                                   |
| Scena X    | Recitativo. Alcina, Morgana Misera, ah, no!… Per quella vita                                          |
| Scena XI   | Recitativo. Melisso, Ruggiero, Oronte, Bradamante, Alcina, Morgana A che tardi? Strugge l’infame nido |
|            | 39. Coro. (2 Ob, Str, BC) Dall'orror di notte cieca                                                   |
| (Ballo.)   | 40. Entrée. (2 Ob, Str, BC)                                                                           |
|            | 41. Tamburino. (BlFl picc, Str, BC)                                                                   |
|            | 42. Coro. (2 Ob, Str, BC) Doppo tante amare pene già proviam conforto all’alma                        |

## Erfolg und Kritik
“Their Majesties intend being at the Opera in Covent-Garden To-night; and we hear the new Opera will exceed any Composition of Mr. Handel’s hitherto performed.”

„Ihre Majestäten beabsichtigen heute Abend die Oper in Covent Garden zu besuchen und man hört, die neue Oper von Herrn Händel übertreffe alle seine derartigen Kompositionen.“

„Die Musik zu Alcina brachte die wenigen wahren Freunde, welche Händel noch besaß, in eine freudige Aufregung, und feuerte sie um so mehr an ihren Eifer für seine unterliegende Sache zu bethätigen, als er selber von aller Reclame absah und still und trotzig nur mit den Waffen seiner Kunst kämpfen wollte.“

## Orchester
Piccoloflöte, zwei Blockflöten, zwei Traversflöten, zwei Oboen, Fagott, zwei Hörner, Violine solo, Violoncello solo, Streicher, Basso continuo (Violoncello, Laute, Cembalo).

## Diskografie (Auswahl)
- Melodram 022 (1959): Joan Sutherland (Alcina), Fritz Wunderlich (Ruggiero), Jeannette van Dijck (Morgana), Norma Procter (Bradamante), Nicola Monti (Oronte), Thomas Hemsley (Melisso)
 Cappella Coloniensis; Dir. Ferdinand Leitner
- Decca GOS 509-11 (1962): Joan Sutherland (Alcina), Teresa Berganza (Ruggiero), Graziella Sciutti (Morgana), Monica Sinclair (Bradamante), Luigi Alva (Oronte), Ezio Flagello (Melisso), Mirella Freni (Oberto)
 London Symphony Orchestra; Dir. Richard Bonynge
- Celestial Audio CA 112 (1983): Joan Sutherland (Alcina), Margreta Elkins (Ruggiero), Narelle Davidson (Morgana), Lauris Elms (Bradamante), Richard Greager (Oronte), John Wegner (Melisso), Anne-Maree McDonald (Oberto)
 Orchester der Oper Sydney; Dir. Richard Bonynge
- EMI 270388-3 (1985): Arleen Augér (Alcina), Della Jones (Ruggiero), Eiddwen Harrhy (Morgana), Kathleen Kuhlmann (Bradamante), Maldwyn Davies (Oronte), John Tomlinson (Melisso), Patrizia Kwella (Oberto)
 City of London Baroque Sinfonia; Dir. Richard Hickox (217 min)
- House of Opera DVD 206 (1990): Arleen Augér (Alcina), Della Jones (Ruggiero), Donna Brown (Morgana), Kathleen Kuhlmann (Bradamante), Jorge Lopez-Yanez (Oronte), Gregory Reinhart (Melisso), Martina Musacchio (Oberto)
 Orchestre de la Suisse Romande; Dir. William Christie (DVD 176 min)
- Erato 8573-80233-2 (1999): Renée Fleming (Alcina), Susan Graham (Ruggiero), Natalie Dessay (Morgana), Kathleen Kuhlmann (Bradamante), Timothy Robinson (Oronte), Laurent Naouri (Melisso), Juanita Lascarro (Oberto)
 Les Arts Florissants; Dir. William Christie (CD, DVD 190 min)
- Farao Classics S 108080 (2007): Anja Harteros (Alcina), Vesselina Kasarova (Ruggiero), Veronica Cangemi (Morgana), Sonia Prina (Bradamante), John Mark Ainsley (Oronte), Christopher Purves (Melisso), Deborah York (Oberto)
 Bayerisches Staatsorchester; Dir. Ivor Bolton (CD, DVD 190 min)
- DG/Archiv 477 7374 (2007): Joyce DiDonato (Alcina), Maite Beaumont (Ruggiero), Karina Gauvin (Morgana), Sonia Prina (Bradamante), Kobie van Rensburg (Oronte), Vito Priante (Melisso), Laura Cherici (Oberto)
 Il complesso barocco; Dir. Alan Curtis (DVD)
- Alpha Classics ALPHA-715 (2015): Sandrine Piau (Alcina), Maite Beaumont (Ruggiero), Angélique Noldus (Morgana), Sabina Puértolas (Bradamante), Daniel Behle (Oronte), Giovanni Furlanetto (Melisso), Chloé Briot (Oberto)
 Les Talens Lyriques; Dir. Christophe Rousset (DVD 189 min)
- Erato Records 9029597435-6 (2015): Patricia Petibon (Alcina), Philippe Jaroussky (Ruggiero), Anna Prohaska (Morgana), Katarina Bradić (Bradamante), Anthony Gregory (Oronte), Krzysztof Baczyk (Melisso), Elias Mädler (Oberto)
 Freiburger Barockorchester; Dir. Andrea Marcon (DVD 187 min)
- Pentatone PTC 5187 084 (2024): Magdalena Kožená (Alcina), Anna Bonitatibus (Ruggiero), Erin Morley (Morgana), Elizabeth DeShong (Bradamante), Valerio Contaldo (Oronte), Alex Rosen (Melisso), Alois Mühlbacher (Oberto)
 Les Musiciens du Louvre; Dir. Marc Minkowski (CD 192 min)